# Masoud Shojaei
Masoud Shojaei Soleimani (persiska: مسعود شجاعی سليمانی), född 9 juni 1984 i Shiraz, Iran, är en iransk mittfältare som spelar för AEK Aten i Grekland och Irans fotbollslandslag.

## Klubbkarriär
Masoud Shojaei började sin karriär i Sanat Naft FC, innan han gick till Saipa FC i den iranska Professional League. Han hade tre bra säsonger i Saipa. Efter VM 2006 gick han över till Sharjah FC i Förenade Arabemiratens högstaliga där han stannade två säsonger. 2008 köptes han av det spanska La liga-laget Osasuna.

## Landslagskarriär
Efter att ha spelat för Saipa FC i den inhemska ligan, fick Shojaei en plats i Irans U-23 landslag. I november 2004 blev han för första gången uppkallad till det iranska landslaget för en kvalmatch till VM 2006 mot Laos. Matchen var hans enda landskamp inför VM 2006. I turneringen satt han på bänken i samtliga tre matcher Iran spelade men fick göra ett inhopp i avslutningsmatchen mot Angola.